# Julija Wiktorowna Merkulowa
Julija Wiktorowna Merkulowa (russisch Юлия Викторовна Меркулова, englische Transkription: Yulia Viktorovna Merkulova; * 17. Februar 1984 in Lipezk) ist eine russische Volleyballspielerin. Sie nahm an zwei Olympischen Spielen teil und wurde zweimal Weltmeisterin.

## Karriere
Merkulowa begann ihre Karriere 1999 im Verein ihrer Heimatstadt. Nach einem Jahr ging sie zu VK Saretschje Odinzowo. Mit Odinzowo gewann sie von 2002 bis 2004 dreimal in Folge den russischen Pokal. 2005 debütierte sie in der russischen Nationalmannschaft, mit der sie den dritten Platz bei der Europameisterschaft erreichte. 2006 kam sie in der Liga ebenso auf den zweiten Platz wie mit Russland im Grand Prix. Anschließend wurde sie in Japan Weltmeisterin. 2007 siegte ihr Verein wieder im Pokal. Bei der Europameisterschaft wiederholte Russland den dritten Platz. Ein Jahr später erreichte Odinzowo nach dem Gewinn der russischen Meisterschaft das Finale der Champions League gegen Colussi Perugia. In Peking nahm die Mittelblockerin am olympischen Turnier teil, bei dem Russland mit dem Einzug ins Viertelfinale den fünften Platz kam. 2009 verabschiedete sich Merkulowa als Vizemeister aus Odinzowo und wechselte zu VK Dynamo Krasnodar. Bei der Weltmeisterschaft 2010 verteidigte sie mit der Nationalmannschaft erfolgreich den Titel. Anschließend wurde sie von VK Dynamo Moskau verpflichtet. Mit dem neuen Verein gelang ihr 2011 der Pokalsieg und der zweite Platz in der Liga. 2012 wurde Moskau erneut Vizemeister. In London spielte Merkulowa zum zweiten Mal bei den Olympischen Spielen; Russland unterlag dem späteren Sieger Brasilien im Viertelfinale und wurde wieder Fünfter. Nach dem Turnier kehrt Merkulowa zurück nach Krasnodar.